# Niutun
Niutun (kinesiska: 牛屯, 牛屯镇) är en köping i Kina. Den ligger i provinsen Henan, i den centrala delen av landet, omkring 90 kilometer nordost om provinshuvudstaden Zhengzhou. Antalet invånare är 69 307. Befolkningen består av 34 757 kvinnor och 34 550 män. Barn under 15 år utgör 23,0 %, vuxna 15-64 år 68 %, och äldre över 65 år 8,0 %.
Genomsnittlig årsnederbörd är 655 millimeter. Den regnigaste månaden är juli, med i genomsnitt 196 mm nederbörd, och den torraste är januari, med 3 mm nederbörd.